# Vepse
|  | Aquest article tracta sobre la llengua vepsa; pel que fa al poble vepse, vegeu vepse |

El vepse és una de les llengües uralianes del grup baltofinès. És parlada pels vepses en àrees de Carèlia i del nord de Rússia. Es divideix en tres dialectes: septentrional o Äänis-Veps, central i meridional. El del nord és un xic distint dels altres, però són intercomprensibles. El central compta amb forma escrita des del 1932, però el 1987 només el 14,3% d'ells podia llegir i escriure el vepse.
Els vepses foren descoberts per Anders Jans Sjögren el 1824. Com que no hi hagué més informació, els etnòlegs russos els consideraren com a gairebé extints a finals del segle xix. Entre els lingüistes finesos que els estudiaren destacaren E.A. Tunkelo i L. Kettunen, i els estonians T.-R. Viitso i A. Kährik. També hi han destacat lingüistes vepses com N. Bogdanov, M. Zaitseva i N. Zaitseva. El 1972, M. Zaitseva i M. Mullonen publicaren a Leningrad un Diccionari Vepse-Rus.
El nombre de parlants de vepse es troba en declivi des del segle xx, cosa que s'ha vist reflectida en els censos soviètics. En el del 1959 eren 16.400, i només el 46,1% parlaven la llengua, baixaren a 8.281 i el 34,3% de parlants en el del 1970, i a 8.094 i el 38,3% en el del 1979.
Dels 12.100 vepses enregistrats al cens soviètic del 1989, només el 50,8% parlava la llengua vepsa. Dels 5.945 residents a Carèlia, només 2.235 parlaven vepse com a llengua materna (49,21%), i dels 4.273 residents a Vologda, només 2.983 (el 69,81%) parlen la llengua vepsa. La resta parlen rus, raó per la qual es considera que la llengua està en vies d'extinció.
El vepse s'escriu amb l'alfabet llatí i conserva el fenomen de l'harmonia vocàlica. Destaca per la seva complexitat morfològica, amb vint-i-tres casos per als substantius.
Des de l'any 1993 s'edita mensualment la publicació Kodima, majoritàriament en vepse, i que tracta aspectes històrics i etnogràfics i lingüístics.